# 鶴田町立梅沢中学校
鶴田町立梅沢中学校（つるたちょうりつ うめざわちゅうがっこう）は、青森県北津軽郡鶴田町にあった公立中学校。

## 沿革
- 1947年（昭和22年）
  - 4月1日 - 学制改革により、設立。
  - 4月22日 - 開校式挙行。
- 1948年（昭和23年）4月1日 - 旧精農塾講堂を普通教室に改造。
- 1949年（昭和24年）4月1日 - 旧精農塾作業場を普通教室に改造。
- 1950年（昭和25年）5月 - 屋内体操場新築。
- 1952年（昭和27年）12月2日 - 体操場北側に6教室増築。
- 1954年（昭和29年）2月20日 - 校歌制定。
- 1955年（昭和30年）3月1日 - 梅沢村が鶴田町に合併されたため、鶴田町立梅沢中学校に改称。
- 1967年（昭和42年）11月3日 - 創立二十周年記念式典挙行。
- 1970年（昭和45年）4月1日 -　町内4中学校の統合により、鶴田中学校梅沢校舎に改称（名目上の廃校）。
- 1972年（昭和47年）4月1日 - 鶴田中学校新校舎完成により、完全統合（事実上完全廃校）。

## 学区
- 旧梅沢村域

## その他
- 旧梅沢村梅田地区と中泉地区は1956年（昭和31年）11月1日に五所川原市へ編入され、小学校に通う児童は該当地区を学区とする梅泉小学校（1962年（昭和37年）開校）に転籍したが、分町に反対する住民らが、本来の学区である五所川原市立栄中学校への生徒の登校を拒否し、鶴田中学校統合新校舎移転まで、引き続き本校への通学を続けた。

## 参考資料
- 『鶴田町誌 下巻』（鶴田町・1979年3月31日発行）535頁～537頁「第三節各学校 第十一章教育 7梅沢中学校」
- 『青森県教育史 別館』（青森県教育委員会・1973年12月20日発行）915頁「学校沿革 中学校 梅沢中学校」
- 「名簿編124頁 小・中学校 - 北津軽郡・上北郡」『東奥年鑑 1967年版』東奥日報社、1966年9月。